# Караджорджево (Бач)
Караджорджево (серб. Карађорђево) — село в Сербії, належить до общини Бачка-Паланка Південно-Бацького округу в багатоетнічному, автономному краю Воєводина.

## Населення
Населення села становить 1033 особи (2002, перепис), з них:
- серби — 809 — 79,94%;
- мадяри — 53 — 5,23%;
- югослави — 34 — 3,35%;
- хорвати — 34 — 3,06%;

Решту жителів  — з десяток різних етносів, зокрема: македонці, румуни, німці і кілька русинів-українців.